# Distrito de Ashfield
Ashfield es un distrito no metropolitano del condado de Nottinghamshire (Inglaterra). Fue constituido el 1 de abril de 1974 bajo la Ley de Gobierno Local de 1972 como una fusión de los distritos urbanos de Hucknall, Kirkby-in-Ashfield y Sutton-in-Ashfield, y parte del distrito rural de Basford.

## Geografía
Según la Oficina Nacional de Estadística británica, Ashfield tiene una superficie de 109,56 km².

## Demografía
Según el censo de 2001, Ashfield tenía 111 387 habitantes (48,81% varones, 51,19% mujeres) y una densidad de población de 1016,68 hab/km². El 20,21% eran menores de 16 años, el 72,34% tenían entre 16 y 74, y el 7,46% eran mayores de 74. La media de edad era de 38,95 años. 
Según su grupo étnico, el 98,94% de los habitantes eran blancos, el 0,39% mestizos, el 0,32% asiáticos, el 0,16% negros, el 0,12% chinos, y el 0,07% de cualquier otro. La mayor parte (98,36%) eran originarios del Reino Unido. El resto de países europeos englobaban al 0,88% de la población, mientras que el 0,16% había nacido en África, el 0,41% en Asia, el 0,12% en América del Norte, el 0,02% en América del Sur, el 0,04% en Oceanía, y el 0,01% en cualquier otro lugar. El cristianismo era profesado por el 72,87%, el budismo por el 0,08%, el hinduismo por el 0,1%, el judaísmo por el 0,04%, el islam por el 0,13%, el sijismo por el 0,1%, y cualquier otra religión por el 0,17%. El 17,79% no eran religiosos y el 8,74% no marcaron ninguna opción en el censo.
El 40,88% de los habitantes estaban solteros, el 43,19% casados, el 1,9% separados, el 6,91% divorciados y el 7,13% viudos. Había 46 600 hogares con residentes, de los cuales el 26,95% estaban habitados por una sola persona, el 10,44% por padres solteros con o sin hijos dependientes, el 61,23% por parejas (50,81% casadas, 10,42% sin casar) con o sin hijos dependientes, y el 1,38% por múltiples personas. Además, había 1590 hogares sin ocupar y 41 eran alojamientos vacacionales o segundas residencias.